# Alice Vogler
Alice Vogler (* 6. Juli 1980 in Flensburg, Deutschland) ist eine ehemalige deutsche Handballspielerin, die in der deutschen Bundesliga und in der dänischen Damehåndboldligaen auflief. Mittlerweile ist sie als Handballtrainerin tätig.

## Karriere
Vogler spielte bei der HSG Tarp-Wanderup. Später lief die Rückraumspielerin für den TSV Nord Harrislee auf. Vogler unterschrieb im Sommer 2001 einen Zweijahresvertrag beim Bundesligisten HSG Blomberg-Lippe. Nach der Saison 2001/02 stieg sie mit Blomberg in die 2. Bundesliga ab. Ab der Saison 2003/04 besaß Vogler einen Vertrag beim Bundesligisten TuS Eintracht Minden, der jedoch im Sommer 2023 seine Mannschaft zurückzog, woraufhin sie vertragslos war. Im Sommer 2003 schloss sie sich dem dänischen Erstligaaufsteiger Sønderjyske HK an.
Vogler wechselte noch im selben Jahr zum deutschen Zweitligisten Teutonia Riemke. In der Saison 2005/06 erzielte sie 123 Treffer für Teutonia Riemke, der am Saisonende in die Regionalliga abstieg. Vogler trainierte in derselben Spielzeit die 2. Damenmannschaft der Teutonia. Anschließend war sie bei der Teutonia als Spielertrainerin der ersten Mannschaft tätig. Nachdem Teutonia nach der Saison 2009/10 aus der Regionalliga abgestiegen war, übernahm sie die 2. Damenmannschaft und den Posten als Jugendkoordinatorin bei Borussia Dortmund. Ab dem Saisonbeginn 2011/12 bis zum Februar 2014 trainierte sie die Zweitligamannschaft von Borussia Dortmund.
Vogler übernahm im Januar 2020 die Damenmannschaft der FT Fulda, die in der Landesliga antrat. Nachdem Vogler das Traineramt aufgrund ihrer Schwangerschaft niedergelegt hatte, übernahm sie im Sommer 2021 die Männermannschaft der FT Fulda. Unter ihrer Leitung erreichte die Mannschaft in der Saison 2021/22 die Aufstiegsrunde zur Landesliga.
Vogler war als Landesauswahltrainerin beim Handballverband Schleswig-Holstein tätig. Im Oktober 2023 übernahm sie zusätzlich das Co-Traineramt der weiblichen A- und B-Jugend des Handewitter SV. Vogler, die Inhaberin der A-Lizenz ist, bildet Trainer der C- und B-Lizenz aus. Seit der Saison 2025/26 trainiert sie die 2. Mannschaft der SG Flensburg-Handewitt.